# برج بوسان
برج بوسان (부산타워) هو برج في حي جونغ، بوسان، كوريا الجنوبية شُيد في عام 1973م بارتفاع يصل إلى 120 متر. ينحصر استخدام البرج لأغراض ترفيهية فقط، ولا يحتوي على أية وسائل بث. في أعلى البرج منصة تتيح رؤية بانورامية للمدينة، كما يحوي على مقهى صغير، يمكن الوصول له فقط خلال أوقات العمل عبر مصعدين عاليي السرعة. تتصل قاعدة البرج مع بعض المعارض ومحلات التذاكر. عادة ما يذكر البرج من قبل المرشدين السياحيين كمكان جيد للحصول على إطلالة على ميناء المدينة.